# 宰府守護所
宰府守護所（さいふしゅごじょ）は、鎌倉時代前半に鎌倉幕府が筑前国（現在の福岡県）に設置した行政機関。「宰府」は大宰府の略称で、「大宰府守護所」とも呼ばれる。

## 概要
朝廷が古代から西海道統治のために置いていた大宰府と併存する形で九州の地方行政を担ったが、元寇の後は鎮西探題に代わられた。守護所の長官は鎮西奉行で、律令官の大宰少弐も兼任していた少弐氏が務めた。所在地は、太宰府市の観世音寺の東にある御所ノ内地区に比定される。

## 歴史
建久7年（1196年）、武藤資頼が大宰少弐と鎮西奉行（鎮西守護）に補任され、正治2年（1200年）12月21日の『大宰府政所帖』には「宰府守護所」の語が見られる。以後、大宰少弐と鎮西奉行は資頼の子孫（少弐氏）が世襲し、北九州3か国の守護所として機能した。武藤資頼は、非御家人の訴訟問題については、大宰府在庁官人の最高責任者たる大宰少弐として「宰府執行（しぎょう）藤原朝臣」と加署して対応し、御家人に対しては「宰府守護所」として訴訟当事者を大宰府へ召喚して対処するという、二元支配をもって統治に臨んだ。また、文永8年（1271年）に元朝の使者が筑前今津から宰府守護所にやって来て国書を渡した記録も残り、元寇の際には外交交渉の場としても用いられた。
その後、少弐氏が元寇や岩門合戦により勢力を落とす一方、鎌倉幕府内では得宗専制が強化され、永仁元年（1293年）には鎮西探題が博多に置かれて北条氏一族の北条兼時・北条時家が派遣されたことで、宰府守護所の権限は失われた。